# 조광현

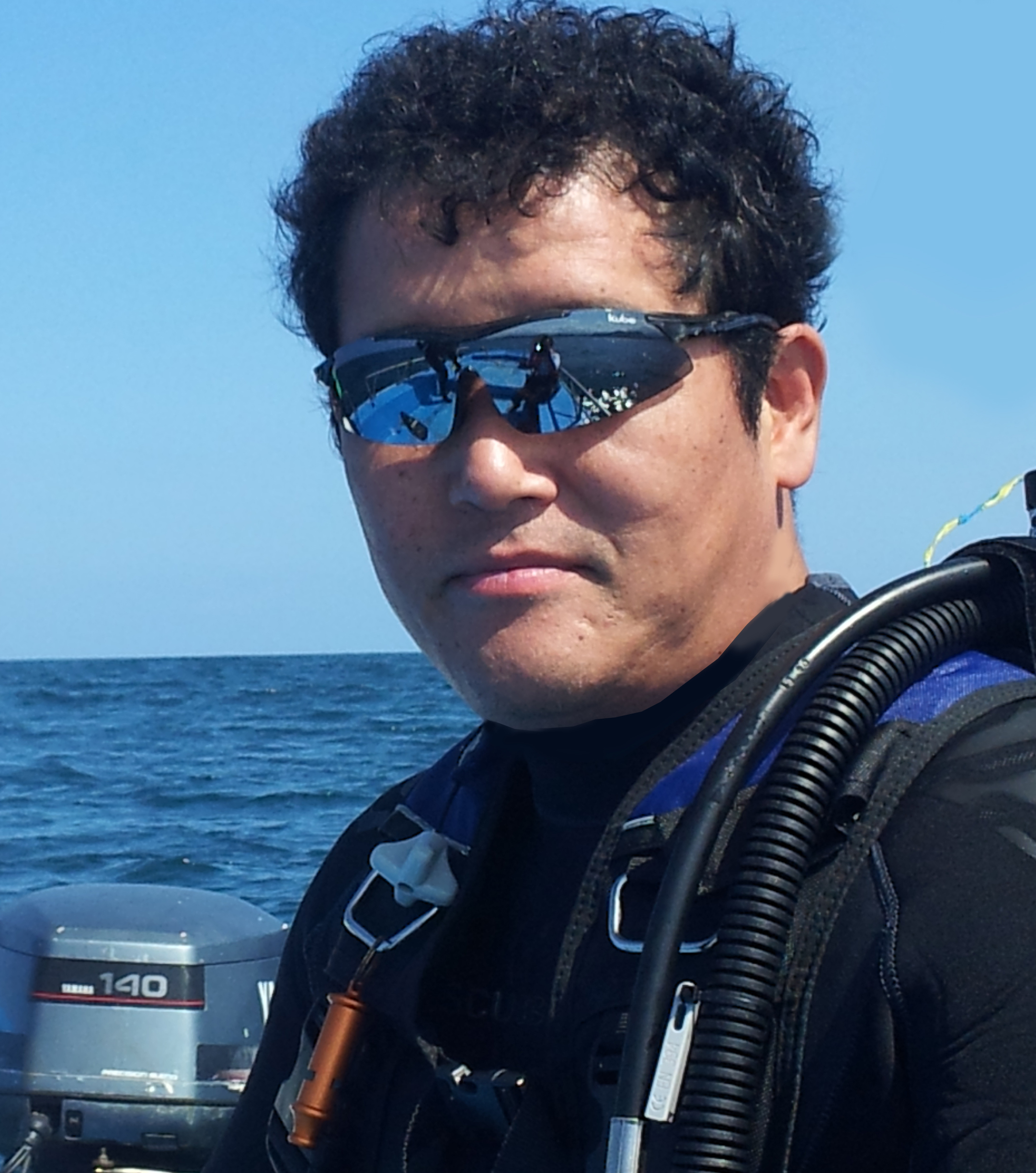
조광현/Artist/Painter/ScubaDiver

조광현(曺光鉉 Cho Kwang Hyun)은 대한민국의 화가로서 생명, 생태를 주제로 한 다양한 작업을 해오고 있다. 특히 해양 생태에 관심이 많아 스쿠버 다이버로 활동하며 여러 편의 해양다큐 TV프로그램 및 영화에도 출연하였다.  히말라야를 비롯한 고산 설산 원정등반도 여러차례. 또한 전세계의 바다, 강과 습지, 사막과 정글을 누비는 오지탐사 등의 모험적인 활동을 통해 많은 예술적 영감을 얻는다. 이는 자연 현장에 몸으로 직접 부딪히며 생명성의 본질을 깨달아가는 여정이었으며 이러한 경험들을 바탕으로 과학과 예술을 융복합하는 새롭고 치열한 작업들을 진행하고 있다. 지금까지 11회의 개인전을 열었고 100여회의 단체전에 참가하였으며, 20여권의 생태관련 저서가 있다.  

#### 작업이력
인간 삶의 부조리에 대한 천착(~1990)을 거쳐 생명의 근원적 탐구로서의 몽환적 풍경(~1995), 숲과 습지, 갯벌의 생태(~2000) 등의 회화작업을 이어오다가 바다의 웅대한 스케일과 매력에 빠져 생명의 근원탐구로서 본격적인 현장 해양미술 개척의 길을 걷게 되었다. 늦은 나이에 해양대학원에 진학, 전문적 식견을 쌓고 이후 전세계 곳곳에서 행한 수많은 해저탐사 경험과 수집한 자료들을 바탕으로 회화작업과 아울러 전시, 츨판, 미디어 등 다양한 방식의 작품을 제작 발표하였다.  특히 한반도 전역의 민물 및 해양어류들을 1,600여점의 세밀화 도판으로 제작, 집대성하여 출간한 도감들은 그 가치와 공적을 인정받아 <롯데출판문화대상> 대상, <한국출판문화상>, <해양수산부 장관상>을 수상하였다.   
작가 웹사이트 http://www.lumenjo.com 보관됨 2017-05-25 - 웨이백 머신
페이스북 인스타그램1 인스타그램2
보관됨 2017-05-25 - 웨이백 머신

### 개인전
- 2024  "표류자 The Drifter" / 금호미술관
- 2021  "한국의 물고기" / 사비나미술관
- 2021  조광현의 FISH / 인사아트센터
- 2016  물속 이야기 / 갤러리 담
- 2011  생.명.세.계 / 인사아트센터
- 2009  생.명.세.계 / 인사아트센터
- 2001  미술의 힘 - "EcoErotic Forest" / 갤러리 다임
- 1999  "갯벌-영원의 주름" / 갤러리 사비나
- 1998  "생명-그 엉크러짐과 되돌림" / 갤러리 사비나
- 1997  "분열에서 생명으로" / 갤러리 사비나
- 1995  "불안한 세계" / 공평아트센터

### 저서
- 2021 한반도 바닷물고기 세밀화 대도감 / 보리
- 2020 상어,세상에서 가장 신비한 물고기 / 지성사
- 2020 멸종위기종 홍보 포스터 / 환경부,국립생태원
- 2019 한국의 민물고기 / LG상록재단
- 2018 한국의 바다물고기 세트도감 / 보리
- 2016 한국의 바다어류 세밀화 큰도감 / 보리
- 2012 독도해역 수중지형, 생물서식도 / 해양연구원
- 2011 설악 산양을 찾아서 / 그레이트북스
- 2010 크래비의 모험 / 창조문화
- 2009 도토리 갯벌도감 / 보리
- 2006 농게의 모험 /창조문화
- 2006 개미귀신의 꿈/ 창조문화
- 2005 해양환경홍보 교육교재시리즈 '깊은바다속 여행'(심해와 극지) / 해양수산부
- 2005 웅진 동물시리즈 /웅진출판
- 2004 해양환경홍보 교육교재시리즈  '아름다운 바다'(해양환경 보전) / 해양수산부
- 2004 갯벌 무슨일이 일어나고 있을까? / 사계절
- 2004 우포늪의 생태 / 한솔교육
- 2003 해양환경홍보 교육교재 시리즈  '연안습지를 찾아서'(갯벌생태) / 해양수산부
- 2003 동물사전 / 사계절
- 2002 자연아 놀자 / 문공사
- 2001 야생동물 구조대 / 사계절

### 방송출연
- 2024  해양재단 해양콘텐츠 강연시리즈<K오션mooc> 출연
- 2022 한국일보/교보문고 주최 온라인 북콘서트
- 2021  KBS1 힐링다큐<숨터> '깊고푸른 아틀리에'
- 2019  인도네시아 西파푸아뉴기니 해양다큐  "진화의 현장 코랄트라이앵글"
- 2017  서울 환경영화제 "소녀와 난파선"
- 2014  MBC <네트워크특선> "동해의 남자들"
- 2014  EBS <한국기행> "푸른바다, 흑산"
- 2013  EBS<요리비전> "동해를 추억하는 맛, 오징어"
- 2013  EBS<세계테마기행> "원시의생명, 파푸아뉴기니"
- 2008  방송통신위원회 제작 해양다큐 "동해의꽃, 독도"

### 수상
- 2021 <롯데출판문화대상> 대상 수상
- 2021 <한국출판문화상> 수상
- 2023  제 28회 바다의날 해양수산부 장관 표창

### 주요현장활동
- 2021  갈라파고스 탐사여행
- 2020  몰디브 해양탐사
- 2019  파푸아뉴기니 카이마나 촬영여행, 인도네시아 발리 Exploring Tour
- 2018  히말라야 쿰부 추쿵리(Chukung Ri /5,500m)등정
- 2017  시화호 수중생태조사(feat 안산市), KUUA 팔라우 다이빙
- 2016  한국최초 수중전시회 / 울진 침몰선, 말레이시아 키나발루(4,095m) 2차 등정
- 2015  한국수중과학회(KOSUS) 독도 수중 촬영대회
- 2014  히말라야 안나푸르나 타르푸출리(5,700m) 등정
- 2013  파푸아뉴기니 촬영여행(EBS세계테마기행),  동해안일대 촬영여행(EBS 요리비전)
- 2012  한국최초 수중 페인팅 작업(제주 문섬일대),  '한국의 아름다운 섬'(제부도~여수 요트Salling)
- 2011  한반도연안 요트 릴레이 투어(제부도~대마도)
- 2010  몽골 고비사막 횡단탐사(3차)
- 2009  팔라우 Master Diving Challenge, 러시아 캄차카 화산탐사, 필리핀 화산탐사(피나투보~마욘)
- 2008  한국해양과학기술원(KIOST) 주관 '독도탐사대' 참가,
- 2008  히말라야 안나푸르나 BC, 히말라야 낭가파르밧 BC
- 2007  한국산악회 에베레스트 원정대 참가, 말레이시아 키나발루 등정
- 2006  정승권 등산학교 암벽반 수료
- 2005  한국등산학교 동계반 수료(금강산)
- 2004  한국등산학교 정규반 수료
- 2003  스킨스쿠버 License 취득
- 2003  태국-캄보디아-베트남 3개국 일주
- 2000~2001 몽골 고비사막 1,2차 탐사